# Archibaccharis
Archibaccharis là một chi thực vật có hoa trong họ Cúc (Asteraceae).

## Loài
Chi Archibaccharis gồm các loài: